# Wäsche – Waschen – Wohlergehen
Wäsche – Waschen – Wohlergehen ist ein zum großen Teil in Schwarzweiß gedrehter deutscher Industriefilm, der im Auftrag des Henkel-Konzerns von der Universum Film im Jahr 1931 produziert wurde und am 24. Januar 1932 im Ufa-Palast am Zoo in Berlin uraufgeführt wurde.
Der Film mit populären Filmstars seiner Zeit (u. a. Ida Wüst und Paul Henckels) war ein großer Publikumserfolg.
„Wäsche – Waschen – Wohlergehen“ wurde nach seiner Premiere als „Henkel-Persil-Tonfilm“ mehr als sieben Jahre (bis 1939) vorgeführt und dabei von rund 30 Millionen Zuschauern gesehen. Somit ist es der erfolgreichste deutsche Film gemessen an den Zuschauerzahlen.

## Handlung
Professor Stahlschmidt bekommt Besuch von einer Waschfrau, die ihn über den Einsatz von Persil als Waschmittel aufklärt. Durch diese Begegnung neugierig geworden berichtet der Professor seinen Freunden bei einem Treffen im Düsseldorfer Brauhaus „Frankenheim“ von dem Waschmittel. Daraufhin wird ihm der ebenfalls anwesende Henkel-Chemiker Dr. Breuer vorgestellt, der Stahlschmidt sogleich zu einer Besichtigung des Henkel-Werks einlädt.
Am nächsten Tag werden der Professor und seine Frau von Dr. Breuer durch das Werk in Düsseldorf-Holthausen geführt; und ihnen wird die Produktion und Wirkweise von Persil und anderen Henkel-Produkten erklärt.
Im Anschluss bekommen sie Zuhause Besuch von einer „Wanderlehrerin“ von Henkel, die Frau Stahlschmidt mit der richtigen Anwendung des Waschmittels vertraut macht. 
Im letzten Teil des Films hält ein Kaufmann eine Schlussansprache und führt verschiedene Anwendungsgebiete der Haushaltsprodukte von Henkel vor.

## Sonstiges
Die hohen Zuschauerzahlen des Films werden auf den kostenlosen Eintritt, die lange Spielzeit von sieben Jahren sowie auf die hohe Popularität der mitwirkenden Schauspieler und des noch neuen Tonfilms zurückgeführt.
Der letzte Teil des Films, der 7. Akt, wurde in Farbe gedreht. In diesem Akt wird die Anwendung von Persil bei der Buntwäsche demonstriert.
Der Film begründete die neue Filmgattung des abendfüllenden Lehr- und Werbefilms in Deutschland. Produktwerbung wird hierbei in eine Spielhandlung eingebettet.

## Kritiken
„Das dem Interessen- und Kenntniskreis des Mannes wohl entlegenste Gebiet hausfraulicher Betätigung ist sicher das Waschen häuslicher Wäsche. Wenn es dennoch gelingt, durch einen gut aufgezogenen Film die Männerwelt zwei Stunden lang für diese Fragen zu fesseln, dann spricht das für das Niveau der Filmherstellung.“

„In der Tat ist in diesem Tonfilm, den die Ufa für die Persilwerke in Düsseldorf geschaffen hat, eine neue Gattung Film zu erblicken. In glücklichster Vereinigung wirken die belebenden, weitertragenden Elemente einer spielfilmischen Handlung, mit den fesselnden Schauwerten industrieller Werksaufnahmen und der klug und wirksam eingewobenen Werbeszene.“